# Storia dell'Angola

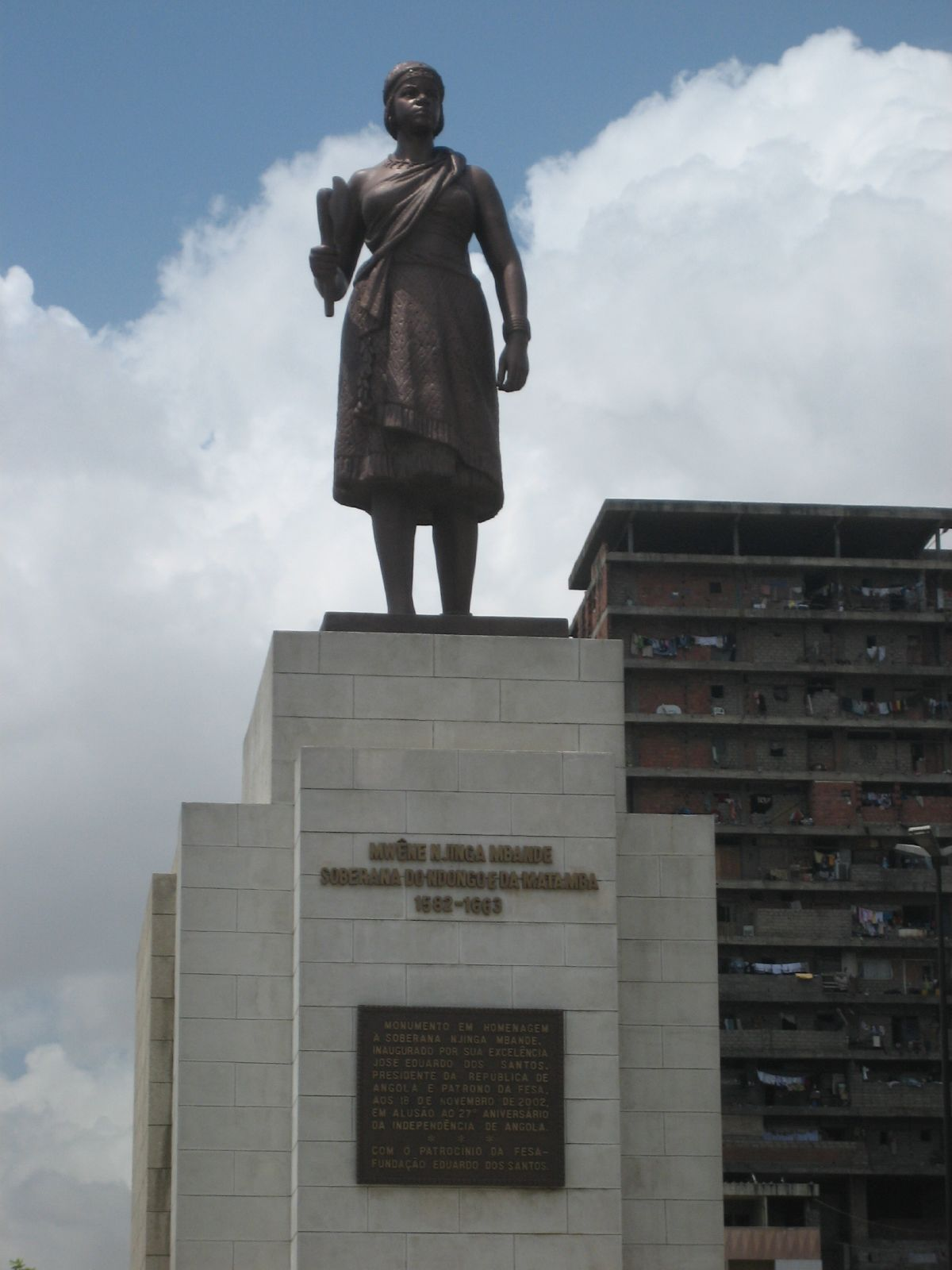
Monumento alla regina Nzinga di Ndongo e Matamba ubicato a Luanda

Il nome Angola è un termine portoghese che deriva dalla parola bantu N'gola, che indica il nome dato ai sovrani Ambundu nel XVI secolo. Questo periodo in portoghese è noto come Era do Menos Grande.

## Periodo pre-coloniale

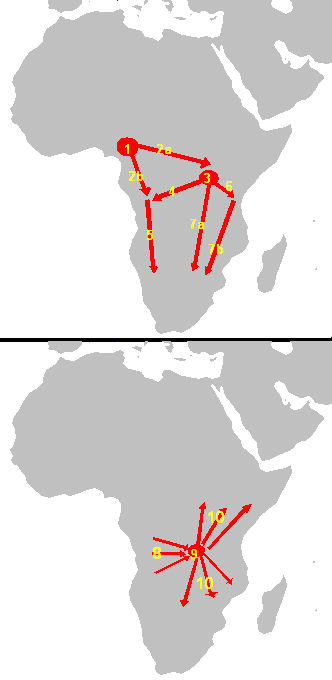
1, 3000-1500 a.c, origine 2, ca. 1500 a.C., prime migrazioni 2.a, Bantu orientale 2.b, West Bantu 3, 1000-500 a.C., Urewe, nucleo di East Bantu 4–7, avanzata a sud 9, 500 a.c - 0, nucleo del Congo 10, 0—1000, ultima fase.

L'area dell'attuale Angola fu abitata durante il paleolitico e il neolitico, come attestato dai resti trovati a Luanda, in Congo, e nel deserto del Namibe . All'inizio della storia documentata arrivarono anche altri popoli e culture.
I primi a stabilirsi furono i San . La situazione cambiò all'inizio del VI secolo d.C., quando i Bantu, già in possesso di tecnologia per la lavorazione dei metalli, la ceramica e l'agricoltura iniziarono a migrare dal nord. Quando raggiunsero l'attuale Angola, incontrarono i San e altri gruppi. L'istituzione dei Bantu ha richiesto molti secoli e ha dato origine a vari raggruppamenti che hanno assunto diverse caratteristiche etniche.
La prima grande entità politica della zona, nota alla storia come il Regno del Kongo, apparve nel XIII secolo e si estendeva dal Gabon a nord al fiume Kwanza a sud, e dall'Atlantico a ovest fino al fiume Cuango a l'Est.
La ricchezza del Kongo proveniva principalmente dall'agricoltura. Il potere era nelle mani dei Mani, aristocratici che occupavano posizioni chiave nel regno e che rispondevano solo all'onnipotente re del Kongo. Mbanza era il nome dato a un'unità territoriale amministrata e governata da un Mani; M'banza-Kongo, la capitale, aveva una popolazione di oltre cinquantamila abitanti nel XVI secolo.
Il Regno di Kongo era diviso in sei province e comprendeva alcuni regni dipendenti, come Ndongo a sud. Il commercio era l'attività principale, basata su un'agricoltura altamente produttiva e un crescente sfruttamento della ricchezza mineraria. Nel 1482, le caravelle portoghesi comandate da Diogo Cão arrivarono in Congo e nel 1484 esplorò l'estrema costa nord-occidentale di quella che oggi è l'Angola. Seguirono altre spedizioni e presto furono stabiliti stretti rapporti tra i due stati . I portoghesi portarono armi da fuoco e molti altri progressi tecnologici , oltre a una nuova religione (il cristianesimo); in cambio, il re del Congo offrì molti schiavi, avorio e minerali.

## La colonia portoghese

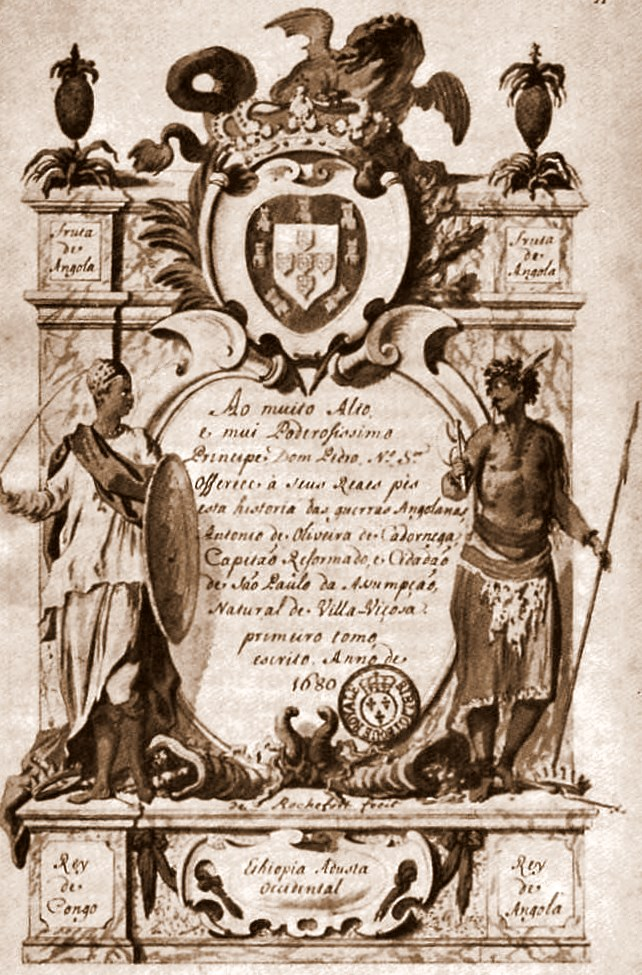
Frontespizio della História geral das guerras angolanas di António de Oliveira de Cadornega, 1680

I portoghesi si insediarono lungo la costa occidentale dell'Africa verso la fine del XV secolo. L'esploratore Diogo Cão scoprì il fiume Congo nel 1483, egli eresse una colonna alla foce del fiume che prese da allora il nome di Rio do Padrão. Dopo aver incontrato la popolazione indigena, l'esploratore portoghese scoprì che la regione era retta da un grande monarca dall'appellativo di Manikongo ovvero signore del regno di Kongo, la cui capitale era M'banza-Kongo.
I portoghesi intrecciarono subito dei rapporti di cooperazione con i sovrani di M'banza-Kongo: il diplomatico Gonçalo de Sousa venne inviato in una missione diplomatica ufficiale nel 1491, introducendo al suo seguito anche i primi missionari. Il sovrano Nzinga Nkuwu venne battezzato in quel periodo, prendendo il nome cristiano di João I del Congo in onore del re del Portogallo. Suo figlio Afonso Mvemba Nzinga istituì la religione cristiana come religione di Stato nel 1520.
Nel 1596 papa Clemente VIII dichiarò il regno sede episcopale, e la chiesa principale, edificata nel 1548 e intitolata al Salvatore (São Salvador) fu nominata cattedrale, ed aveva come amministrazione sia il regno del Congo che le colonie portoghesi in tutta l'Angola. Il Portogallo aveva diverse missioni nel vicino regno meridionale del Ndongo, la prima delle quali venne creata nel 1520 ma fu sciolta. Una seconda missione fu inviata nel Ndongo nel 1560, guidata da Paulo Dias de Novais, e composta da Gesuiti.
Dias de Novais tornò in Portogallo nel 1564 lasciando a capo della missione il gesuita Francisco de Gouveia. In Portogallo, con l'accordo di permettere ai coloni portoghesi di fondare colonie private sul territorio, la corona concesse a Dias de Novais di conquistare e governare tutti i territori a sud del fiume Kwanza. In forza di questo accordo Dias de Novais tornò in Angola con un contingente armato e nuovi missionari gesuiti.
Originariamente egli aveva l'intenzione di fornire il contingente armato come mercenari in rinforzo ai sovrani di Congo e Ndongo. Dopo diverse vittorie, un portoghese ormai da lungo tempo presente in Angola, Francisco Barbuda, convinse il re del Congo che la presenza dei mercenari bianchi era destinata a portare alla rovina il suo regno. Seguendo i consigli di costui, il sovrano del Ndongo ordinò di uccidere o espellere dalle sue terre tutti i portoghesi. Nel 1579 un fulmineo attacco contro la loro presenza, costrinse i portoghesi ed i loro servitori di origine congolese, a fuggire dal Ndongo e rifugiarsi nella regione intorno alla città di Luanda.
I portoghesi vennero soccorsi dal sovrano del Congo, Álvaro I, il quale inviò il suo esercito a proteggere i portoghesi e ad attaccare il Ndongo come rappresaglia per aver ucciso gli schiavi congolesi. Sebbene l'esercito congolese venisse sconfitto nell'attraversamento del fiume Bengo, Dias de Novais riuscì a conquistare Luanda e a prendere il piccolo forte di Nzele nei pressi del fiume Kwanza. Dal 1575 al 1589, anno della sua morte, Dias de Novais cercò di espandere e di recuperare i territori prima sotto il controllo portoghese nella valle dello Kwanza.
Cercò per questo di allearsi con i capi tribù locali ostili al regno del Ndongo, tra i quali il più importante fu il capo della tribù di Muxina. Grazie a queste alleanze i portoghesi riuscirono a conquistare la provincia di Ilamba situata tra i fiumi Kwanza e Bengo, ed in una dura battaglia nel 1582 riuscirono a conquistare la zona nei pressi dell'intersezione tra il fiume Kwanza e il Lucala dove fondarono l'avamposto di Massangano.
Il periodo successivo fu di stallo, coronato da una pace stipulata nel 1599. I governatori portoghesi successivi, rendendosi conto di essere troppo deboli per attaccare il regno del Ndongo, furono ben felici di finire le ostilità e di servirsi nel contempo delle inimicizie politiche del sovrano del Ndongo ai propri fini. In cambio il regno del Ndongo avrebbe dovuto diventare vassallo dei portoghesi e pagare un tributo di 100 schiavi ogni anno. Nessuno di questi punti fu mai mantenuto.

## Il periodo Imbangala
Intorno al 1600 i portoghesi incontrarono per la prima volta la tribù degli Imbangala, una popolazione di razziatori che imperversava nel regno di Benguela e con i quali intrecciarono relazioni commerciali. Lo scambio era tra vari beni provenienti dall'Europa e i prigionieri di guerra degli Imbangala da trasformare in schiavi. Intorno al 1615 i governatori portoghesi assoldarono alcune di queste bande di razziatori per servire nelle loro armate. Il governatore Luis Mendes de Vasconcelos se ne servì con successo quando, nel 1618, le unì alle sue armate per un attacco al regno del Ndongo. Nei successivi tre anni egli riuscì ad espellere il sovrano del Ndongo dalla sua capitale Kabasa forzando a trovare rifugio nelle Isole Kindonga sul fiume Kwanda, catturando alcuni membri della famiglia reale.
50.000 persone furono catturate durante le ostilità e inviate come schiavi in Brasile e nelle Indie Portoghesi, i primi schiavi africani a mettere piede nella colonia americana in Virginia, facevano parte di questi convogli che venivano presi d'assalto dai pirati inglesi. All'apice del conflitto, il sovrano di Ndongo inviò a Luanda una ambasciata guidata da sua sorella Njinga Mbandi per negoziare la pace nel 1622. Le bande di guerrieri Imbangala non si erano rivelate così disciplinate come i portoghesi speravano ed avevano razziato non solo i territori controllati dal regno di Ndongo ma anche quelli controllati dal Portogallo.
Come risultato della trattativa la principessa Nzinga riuscì ad ottenere la restituzione dei prigionieri di guerra, il ritorno del re nella capitale e il ritiro di un forte presso Ambaca costruito dal governatore portoghese come base delle operazioni. Il successore di Mendes do Vasconcelos, João Correia de Sousa, accettò i termini del trattato, in parte perché sperava di continuare la politica espansionistica del suo predecessore servendosi degli Imbangala questa volta contro il Congo.
Nel 1622 iniziò una campagna sanguinosa contro il territorio di Kasanze, nei pressi di Luanda e sotto la giurisdizione del Congo. Nel 1622 nella battaglia di Mbumbi un grosso esercito congolese venne sconfitto ma il sovrano del Congo, Pedro II del Congo inviò una seconda armata ancora più vasta e sconfisse i portoghesi ed i loro alleati Imbangala. A seguito di questa sconfitta e delle sue ripercussioni sui portoghesi del Ndongo, Correia de Sousa subì l'esilio e venne arrestato in Portogallo.

## La guerra con la regina Nzinga

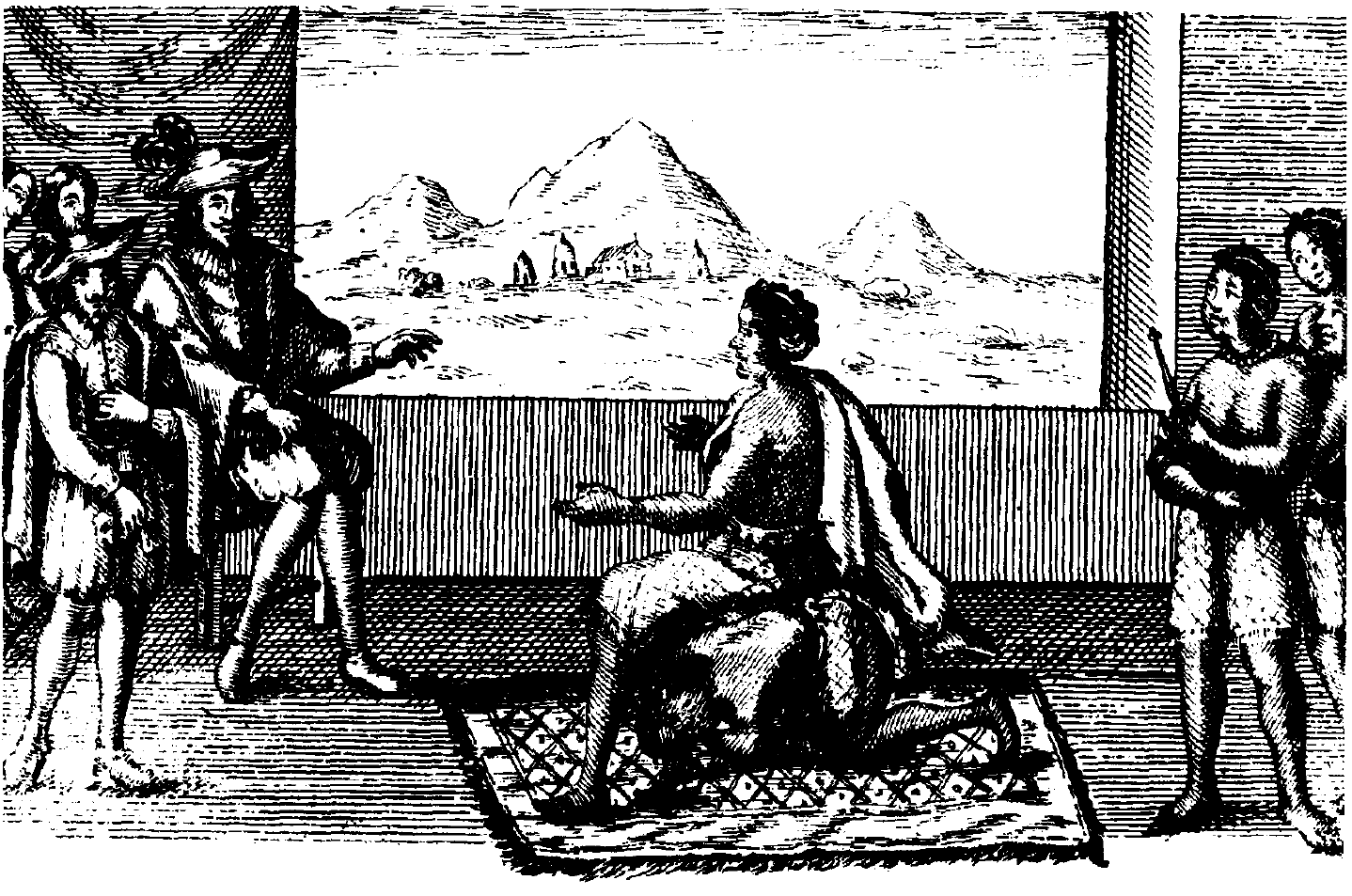
La regina Nzinga nei trattati di pace con il Portogallo del 1624

Dopo la disastrosa condotta di Correia de Sousa, la corona portoghese inviò come governatore Fernao de Sousa, nel 1624. Il nuovo governatore cercò di regolamentare il sistema fiscale dell'Angola, ed ebbe precise direttive di non scatenare nuovi conflitti. Tuttavia egli insistette nel tenere la posizione portoghese nell'Ambaca e si rifiutò di consegnare i prigionieri di guerra così come stabilito nel precedente trattato di pace. Oltre a ciò si rifiutò di riconoscere come sovrana di Ndongo la regina Nzinga, succeduta al fratello dopo la sua morte per suicidio nel 1624. Come conseguenza del fallimento del trattato il conflitto contro Ndongo venne nuovamente aperto, fino al 1639 quando la regina trattò una nuova cessazione delle ostilità con il Portogallo.

## L'occupazione olandese
Dal 26 agosto 1641 al 21 agosto 1648, l'occupazione delle aree costiere da parte della Compagnia Olandese delle Indie Occidentali costrinse i portoghesi verso l'interno. Dopo la conquista di Luanda, essi si ritirarono verso il fiume Bengo, ma dopo la stipula di un'alleanza tra olandesi e regno del Congo, anche il Bengo venne attaccato ed i portoghesi furono costretti a ritirarsi verso Massangano.
In realtà gli olandesi non erano interessati all'occupazione dell'Angola, almeno non quanto il desiderio di rivalsa del re del Congo Garcia II del Congo e della regina Njinga che avevano entrambi fatto loro pressione per assisterli nella cacciata dei portoghesi. Tuttavia essi si resero conto che non avrebbero potuto detenere il monopolio del traffico degli schiavi soltanto con il possesso di Luanda e di altre poche zone intorno alla capitale, così nel 1647, uniti alle forze della regina Nzinga, gli olandesi si scontrarono con i portoghesi nella battaglia di Kombi e sbaragliarono l'armata portoghese, ma la vittoria fu breve, poiché dal Brasile venne inviato un forte contingente di soldati, guidato da Salvador Correia de Sa, che sconfisse gli olandesi ed i loro alleati, cacciandoli da Luanda e costringendoli ad abbandonare l'Angola.

## Riaffermarsi del dominio portoghese
Salvador de Sa cercò di riaffermare il dominio portoghese, durante il suo governatorato che durò dal 1648 al 1652, tuttavia egli ebbe scarsi successi, l'unico dei quali fu costringere il regno di Nzinga a ritirarsi ulteriormente da Cavanga a Matamba. I suoi successori durante il XVII secolo altro non fecero se non rinnovare la guerra contro i regni circostanti e riempire navi piene di schiavi prima del blocco tedesco.
Le campagne militari furono alquanto disastrose, dopo la parziale vittoria contro il regno del Congo nella battaglia di Mbwila del 1665, i portoghesi subirono molte diserzioni da parte dei loro stessi coloni, scontenti per i danni subiti dal conflitto e per le perdite fra i loro schiavi.
Fu così che un ulteriore tentativo di invasione del Congo nel 1670 si rivelò una totale sconfitta nella battaglia di Kitombo. Gli stessi alleati che li avevano assistiti durante la guerra contro la regina Njinga ora si rivoltarono nel 1670 e la sedizione della rivolta, con l'assedio della capitale Mpungo Andongo nel 1671 fu ottenuta a caro prezzo.
Nel 1684 l'arcidiocesi di São Paulo de Luanda perse la sua influenza nella campagna di evangelizzazione, nonostante i tentativi di rinnovamento voluti dal sovrano Pedro IV d'Angola.

## La colonia di Benguela
L'attenzione dei portoghesi si rivolse allora verso i distretti meridionali dell'Angola. La colonia di Benguela era stata fondata dal governatore Manuel Cerveira Pereira nel 1617. Inizialmente anche costui aveva cercato di intraprendere una politica aggressiva di espansione, ma dopo il fallimento delle sue alleanze con gli Imbangala locali, dovette abbandonare i suoi piani.
Nel 1680, dopo il fallimento dei tentativi di espansione nel nord, i portoghesi si rivolsero verso i regni meridionali degli Ovimbundu, ma le loro campagne espansionistiche verso questi regni situati sull'altopiano di Bihe non diedero i frutti sperati, anche se alcuni territori come il regno di Viye e il regno di Mbailundu accettarono di diventare vassalli della colonia portoghese.

## L'Angola nel XVIII secolo
Durante il XVIII secolo i governatori portoghesi cercarono di limitare il traffico illegale dei loro coloni con i mercanti francesi, tedeschi e inglesi che visitavano frequentemente i regni settentrionali di Congo e Loango. Nel fare ciò venne edificato un forte nei pressi di Encoje (vicino Mbwila) per controllare i passi montagnosi tramite i quali si infiltravano gli stranieri per raggiungere la colonia. Dal 1789 al 1792 la colonia portoghese mosse guerra al Marchesato di Mussolo, un distretto immediatamente a sud di Ambriz, nel regno del Congo, ma senza successo, e infine costruirono un forte a Quincolo lungo il fiume Loje, con l'occupazione delle miniere di Bembe.
Nello stesso tempo la colonia portoghese cercò di allacciare nuove relazioni con le popolazioni dell'interno, nel 1756 Manuel Correia Leitão viaggiò verso occidente e riportò la notizia dell'esistenza di un potente impero, l'Impero Lunda che controllava gran parte dei territori a occidente. Subito ci furono le prime missioni diplomatiche, che ebbero luogo nei primi anni del XIX secolo.
In questo stesso periodo il regno meridionale di Benguela cercò di espandere il proprio potere e di accrescere le proprie rotte commerciali nei confronti dei regni dell'altopiano di Bihe, fu così che durante il loro intervento nelle cosiddette Guerre Mbailundu, essi ottennero il rafforzamento della loro presenza nei territori dei loro alleati, dai quali potevano tentare nuove rotte commerciali verso Lunda ed il suo impero evitando il territorio dei loro nemici lungo il fiume Kwango.

## L'Angola nel periodo cosiddettoscramble for Africa
Nel 1884, quando ebbe inizio il cosiddetto periodo scramble for Africa, (mischia per l'Africa), i portoghesi non ebbero possedimenti lungo le coste a nord di Ambriz. Nel 1855 le forze portoghesi intervennero in una guerra civile in aiuto di re Pedro V Agua Rosda ed ebbero in cambio il permesso di costruire una fortezza a São Salvador che tennero fino al 1866. Nei suoi trent'anni di regno, re Pedro V accettò di diventare vassallo dei portoghesi, nella speranza che questi potessero aiutarlo a rinsaldare la propria autorità sugli altri regni del Congo.
Nel 1884 gli inglesi, che avevano fino ad allora fermamente negato di riconoscere i possedimenti portoghesi a nord di Ambriz, accettarono di riconoscere la sovranità portoghese sull'altra sponda del fiume Congo, ma il trattato non venne mai ratificato per le ostilità che incontrò in Inghilterra ed in Germania.
L'annosa questione dei confini tra inglesi e portoghesi venne infine risolta con gli accordi che portarono alla creazione dello Stato Libero del Congo tra francesi e tedeschi nel 1885-1886, con i quali si lasciava la determinazione dei confini tra il Barotseland (a nord-ovest dell'attuale Rhodesia) e l'Angola ad un accordo anglo-portoghese del 1891 dietro arbitrato del re d'Italia.
Fino alla fine del XIX secolo l'influenza portoghese sull'interno della provincia fu molto debole, nonostante essa si estendesse dal Congo allo Zambesi. L'abolizione del commercio internazionale di schiavi portò seri problemi alle città portuali, fu così che dal 1860 la colonia portoghese cercò di migliorare lo sfruttamento delle risorse agricole della regione, opera nella quale i mercanti brasiliani ebbero un ruolo primario. Dopo la spartizione definitiva del continente africano da parte delle potenze europee nei primi anni del XX secolo, il Portogallo cercò di migliorare lo sfruttamento della colonia angolana e delle altre colonie in Africa. Tuttavia, a dispetto delle ricchezze e delle risorse interne, lo sviluppo delle colonie fu molto lento.
La schiavitù ed il commercio degli schiavi furono un'attività florida nelle regioni interne nonostante la proibizione formale del Portogallo. L'estensione dell'autorità coloniale delle tribù dell'interno fu molto lenta e problematica. Nel settembre 1904 una colonna portoghese perse 300 uomini a causa dell'assalto di guerrieri Kunahama non lontano dalla frontiera tedesca. Dal 1905 al 1907 le frontiere angolane subirono diversi di questi assalti. L'attività economica primaria dell'Angola era e restò a lungo la tratta degli schiavi. Iniziata nel XVI secolo con l'acquisto dai capi tribù locali di schiavi per le piantagioni di zucchero in Brasile e a São Tomé, esso durò ben oltre la sua abolizione ufficiale nel 1830.
Il dominio portoghese nel XX secolo fu caratterizzato dallo sfruttamento del lavoro degli schiavi locali e da un rigido regime dittatoriale. Fu grazie al lavoro forzato che fu possibile la creazione del sistema economico basato sullo sfruttamento delle piantagioni e delle risorse minerarie. Grazie ai finanziamenti di alcune società britanniche, i proprietari terrieri e delle miniere fecero costruire ben tre tratti di ferrovia dalla costa fino verso l'interno. La più importante di esse era la linea transcontinentale di Benguela che univa il porto di Lobito alle miniere di rame del Congo Belga e ai territori dell'attuale Zambia.

## Nascita e attività dei movimenti d'indipendenza

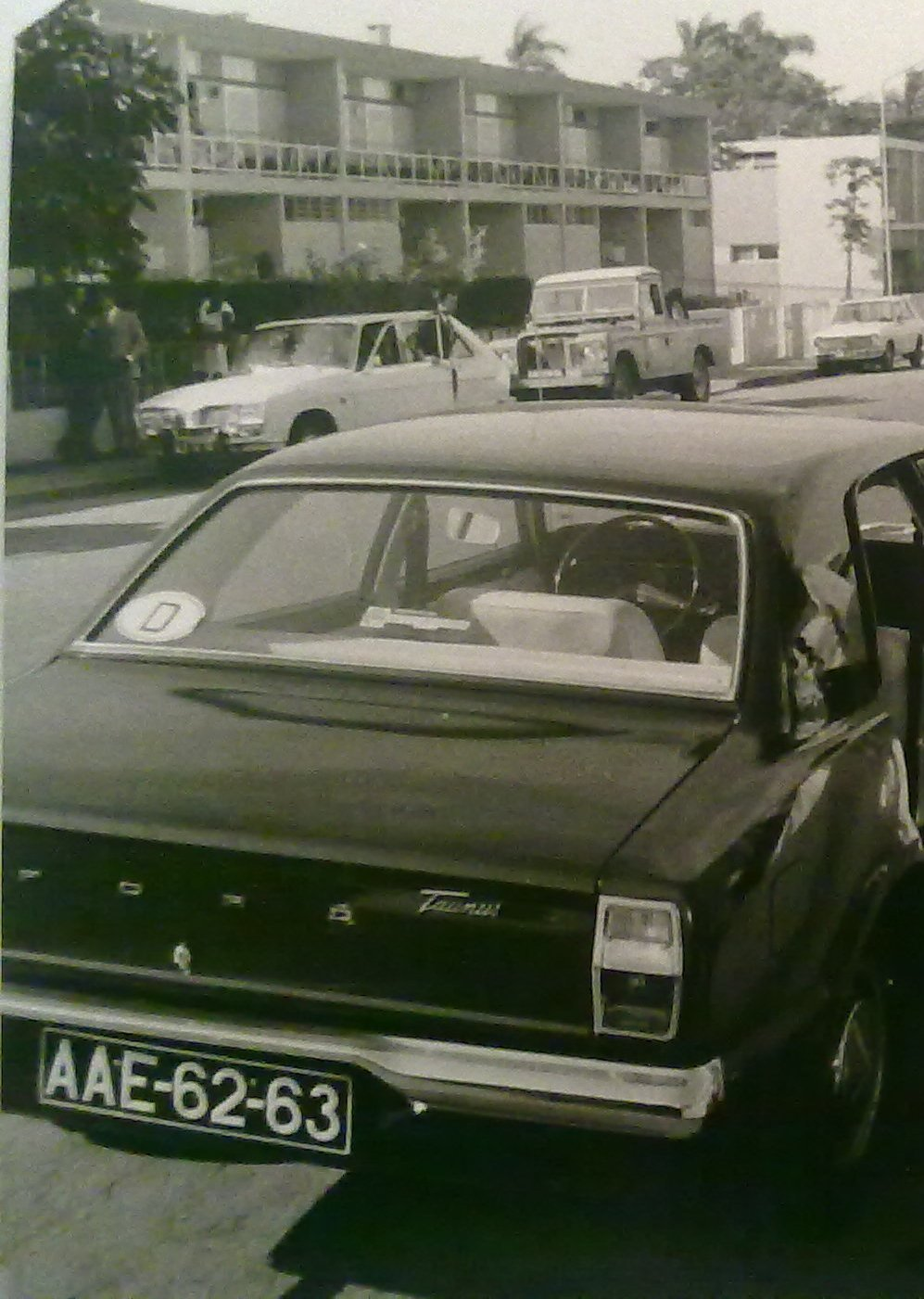
Luanda, 1972

Lo sviluppo economico della colonia non si tradusse in un avanzamento economico e sociale dei nativi angolani. Il colonialismo portoghese incoraggiò invece l'arrivo di nuovi coloni bianchi, soprattutto dopo il 1950, causando i primi problemi di conflitti razziali. Nel 1970 i coloni bianchi erano il 5% della popolazione angolana.
Nonostante il processo di decolonizzazione iniziato dopo la Seconda Guerra Mondiale si fosse esteso in gran parte del continente africano, i dittatori portoghesi Salazar e Caetano continuarono a considerare l'Angola come una provincia d'oltreoceano rigettandone le istanze indipendentistiche. Come conseguenza di ciò si svilupparono tre movimenti anticoloniali per l'indipendenza:
- il Movimento Popolare di Liberazione dell'Angola (MPLA), sorto fra gli Ambundu e sostenuto dall'intellighenzia degli intellettuali di Luanda, con collegamenti con il partito comunista portoghese e con il blocco dell'Est.

- il Fronte Nazionale di Liberazione dell'Angola (FNLA), con una base etnica nella regione settentrionale del Bakongo, e con un collegamento con gli Stati Uniti e con il regime dittatoriale di Mobutu nello Zaire.

- l'Unione Nazionale per l'Indipendenza Totale dell'Angola (UNITA), guidata da Jonas Malheiro Savimbi con base etnica nella regione popolata dai Ovimbundo nel cuore del paese.

Una quarta formazione politica, il Frente para a Libertação do Enclave de Cabinda (FLEC), iniziò una battaglia per l'indipendenza della regione del Cabinda, un territorio angolano separato dal resto del paese dallo Zaire. Dall'inizio del 1960 gli appartenenti a questi movimenti si batterono contro i colonialisti portoghesi. Nella loro lotta per l'indipendenza, che iniziò nel 1961, essi restarono divisi.

## La guerra civile in Angola e l'indipendenza
In seguito alla rivoluzione dei garofani del 25 aprile 1974, il governo portoghese s'impegnò a riconoscere l'indipendenza dell'Angola a partire dall'11 novembre 1975 concedendo il potere a una coalizione dei tre movimenti indipendentisti. In vista dell'imminente indipendenza, le varie frange ribelli, che fino a quel momento avevano lottato per l'indipendenza dell'Angola, iniziarono a combattere tra loro per il controllo della capitale Luanda, scatenando una guerra civile in tutte le regioni dell'Angola. L'MPLA riuscì a prendere il potere sciogliendo il governo nominato dai tre gruppi guerriglieri e, avendo ottenuto il controllo territoriale di Luanda e della striscia costiera (dove si trovavano i giacimenti petroliferi), l'MPLA dichiarò l'indipendenza l'11 novembre 1975, giorno in cui i portoghesi abbandonarono la capitale rispettando l'impegno preso. Il Portogallo riconobbe ufficialmente l'indipendenza dell'Angola e Agostinho Neto, leader del movimento, divenne il primo presidente angolano.
Gli Stati Uniti, lo Zaire e soprattutto il Sudafrica intervennero militarmente in favore dell'FNLA e dell'UNITA (Operazione Savannah). I movimenti di opposizione crearono un governo congiunto nei territori sotto il loro controllo, dando vita alla Repubblica Democratica d'Angola fondata il 24 novembre 1975, la presidenza congiunta fu affidata a Holden Roberto e Jonas Savimbi. Neto chiese aiuto a Cuba ed Unione Sovietica, ricevendo l'appoggio di Fidel Castro che, lanciò l'Operazione Carlota inviando in Angola migliaia di uomini delle Forze Armate Rivoluzionarie.

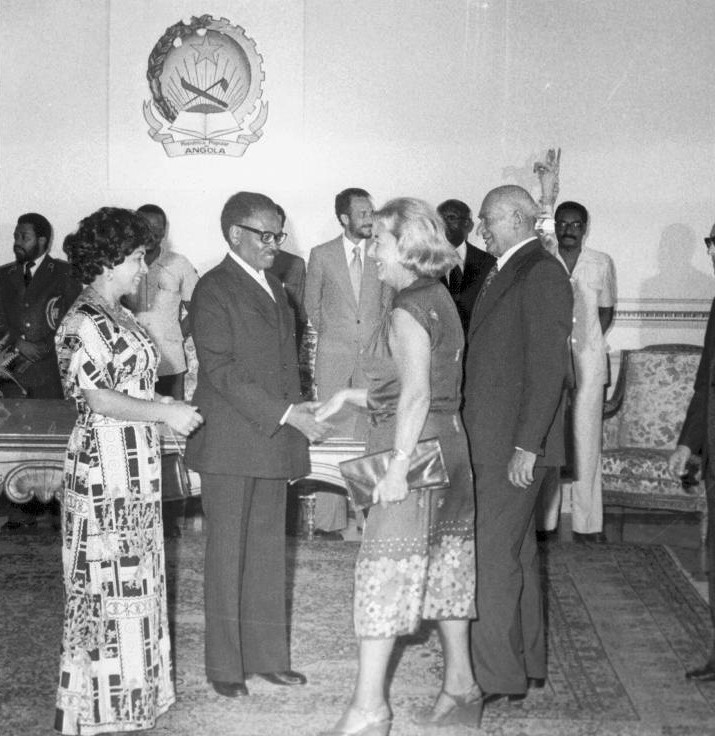
Agostinho Neto riceve l'ambasciatore polacco nel 1978

Il 30 gennaio 1976 il governo congiunto FNLA-UNITA cadde. Nel 1979 l'MPLA sconfisse le forze dell'UNITA, costringendo le armate sudafricane ad abbandonare il paese. Come conseguenza il Congresso americano deliberò un ulteriore rinforzo della presenza militare USA in Angola. Morto Neto, alla guida del Paese e dell'MPLA gli successe José Eduardo dos Santos nel 1979.
La guerra civile continuò per tutto il decennio successivo, gli scontri raggiunsero l'apice tra la fine del 1987 e l'inizio del 1988 e culminarono con la Battaglia di Cuito Cuanavale che fu la più grande mai combattuta sul suolo africano dalla fine della Guerra Mondiale. La battaglia, sebbene inconcludente sotto il profilo tattico (entrambi gli schieramenti reclamarono il successo), pose di fatto fine all'avanzata delle forze sudafricane ed ebbe ampio risalto presso l'opinione pubblica internazionale, rafforzando gli sforzi verso un accordo di pace.
Le ostilità tra MPLA e UNITA continuarono fino al ritiro dei contingenti americani e delle altre truppe straniere, che condussero agli accordi di Bicesse, nel 1991, con il quale si promosse la creazione progressiva di un'Angola democratico tramite elezioni libere sotto l'egida ed il controllo delle Nazioni Unite. Il primo turno delle elezioni vide la vittoria dall'MPLA con il 49% dei voti contro il 40% dell'UNITA, ma il candidato Savimbi rifiutò il risultato, non partecipando al ballottaggio e riportando il paese nella guerra civile. Un secondo accordo venne stipulato il 20 novembre 1994 a Lusaka in Zambia nel cosiddetto protocollo Lusaka. Gli accordi prevedevano la reintegrazione dei ribelli nel governo nazionale e nelle forze armate.
Tuttavia nel 1995 continuarono alcuni conflitti isolati fino alla creazione di un governo di unità nazionale nell'aprile 1997. Nel 1998 Savimbi rinnovò le ostilità proclamando che l'MPLA non aveva adempiuto a tutti i punti dell'accordo. Il Consiglio di Sicurezza dell'ONU votò delle sanzioni all'UNITA il 28 agosto 1997, e le unità militare angolane sferrarono un duro colpo ai ribelli nel 1999 riprendendo il controllo delle principali città della regione controllata dall'UNITA. Savimbi dichiarò allora la lotta di guerriglia che dilaniò il paese provocando un milione e mezzo di morti e centinaia di migliaia di senzatetto.

## 2000 e il decennio seguente
Un mercantile russo ha consegnato 500 tonnellate di munizioni ucraine da 7,62 mm a Simportex, una divisione del governo angolano, con l'aiuto di un agente marittimo a Londra il 21 settembre 2000. Il capitano della nave ha dichiarato il suo carico "fragile" per ridurre al minimo l'ispezione. Il giorno successivo, l'MPLA iniziò ad attaccare l'UNITA, ottenendo vittorie in diverse battaglie dal 22 al 25 settembre. Il governo ottenne il controllo delle basi militari e delle miniere di diamanti a Lunda Norte e Lunda Sul, danneggiando la capacità di Savimbi di pagare le sue truppe.
L'Angola ha accettato di scambiare petrolio con la Slovacchia in cambio di armi, acquistando sei aerei d'attacco Sukhoi Su-17 il 3 aprile 2000. Il 24 febbraio 2001 il governo spagnolo delle Isole Canarie ha impedito a un mercantile ucraino di consegnare 636 tonnellate di equipaggiamento militare in Angola. Il capitano della nave aveva riportato in modo impreciso il suo carico, sostenendo falsamente che la nave trasportava parti di automobili. Il governo angolano ha ammesso che Simportex aveva acquistato armi dalla Rosvooruzhenie, la compagnia di armi statale russa, e ha riconosciuto che il capitano avrebbe potuto violare la legge spagnola dichiarando erroneamente il suo carico, una pratica comune nel contrabbando di armi in Angola.
Le truppe governative hanno catturato e distrutto la base dell'UNITA di Epongoloko nella provincia di Benguela e la base di Mufumbo a Cuanza Sul nell'ottobre 2001. Il governo slovacco ha venduto aerei da combattimento al governo angolano nel 2001 in violazione del codice di condotta dell'Unione europea sulle esportazioni di armi.
Le truppe governative hanno ucciso Savimbi il 22 febbraio 2002, nella provincia di Moxico. Il vicepresidente dell'UNITA António Dembo è subentrato, ma è morto di diabete dodici giorni dopo, il 3 marzo, e il segretario generale Paulo Lukamba è diventato il leader dell'UNITA. Dopo la morte di Savimbi, il governo è arrivato a un bivio su come procedere. Dopo aver inizialmente indicato che la contro-insurrezione potrebbe continuare, il governo ha annunciato che avrebbe interrotto tutte le operazioni militari il 13 marzo. I comandanti militari dell'UNITA e dell'MPLA si sono incontrati a Cassamba e hanno concordato un cessate il fuoco. Tuttavia, Carlos Morgado, portavoce dell'UNITA in Portogallo, ha affermato che l'ala portoghese dell'UNITA aveva avuto l'impressione che il generale Kamorteiro, il generale dell'UNITA che aveva accettato il cessate il fuoco, fosse stato catturato più di una settimana prima. Morgado ha detto di non aver avuto notizie dall'Angola dalla morte di Savimbi. I comandanti militari hanno firmato un memorandum d'intesa come addendum al protocollo di Lusaka a Luena il 4 aprile, osservando Dos Santos e Lukamba.
Il 18 aprile il Consiglio di sicurezza delle Nazioni Unite ha approvato la risoluzione 1404, estendendo di sei mesi il meccanismo di monitoraggio delle sanzioni. Le risoluzioni 1412 e 1432, approvate rispettivamente il 17 maggio e il 15 agosto, hanno sospeso il divieto di viaggio delle Nazioni Unite per i funzionari dell'UNITA per 90 giorni ciascuno, abolendo infine il divieto attraverso la risoluzione 1439 il 18 ottobre. UNAVEM III, prorogato di altri due mesi con la risoluzione 1439, si è concluso il 19 dicembre.
Nell'agosto 2002, l'UNITA si è dichiarata partito politico e ha ufficialmente smobilitato le sue forze armate. Nello stesso mese, il Consiglio di sicurezza delle Nazioni Unite ha sostituito l'Ufficio delle Nazioni Unite in Angola con la Missione delle Nazioni Unite in Angola, una presenza politica più ampia, non militare.
La guerra civile ha prodotto quattro milioni di sfollati interni (IDP), un terzo della popolazione dell'Angola. Il governo ha speso 187 milioni di dollari per regolare gli sfollati interni tra il 4 aprile 2002 e il 2004, dopodiché la Banca mondiale ha donato 33 milioni di dollari per continuare il processo di regolamento. Le forze militanti hanno posato circa 15 milioni di mine entro il 2002. L'organizzazione benefica HALO Trust ha iniziato a sminare nel 1994, distruggendone 30.000 entro luglio 2007. Ci sono 1.100 angolani e sette lavoratori stranieri che lavorano per HALO Trust in Angola, con operazioni che dovrebbero concludersi tra il 2011 e il 2014.
Human Rights Watch stima che l'UNITA e il governo abbiano impiegato rispettivamente più di 86.000 e 3.000 bambini soldato, alcuni colpiti con la forza, durante la guerra. Gli analisti dei diritti umani hanno trovato da 5.000 a 8.000 ragazze minorenni sposate con militanti dell'UNITA. Ad alcune ragazze fu ordinato di andare a cercare cibo per provvedere alle truppe. Se le ragazze non riportavano cibo a sufficienza come giudicato dal loro comandante, le ragazze non avrebbero mangiato. Dopo le vittorie, i comandanti dell'UNITA sarebbero stati ricompensati con donne che sarebbero state spesso abusate sessualmente. Il governo e le agenzie delle Nazioni Unite hanno identificato 190 bambini soldato nell'esercito angolano e ne hanno ricollocati settanta entro novembre 2002, ma il governo ha continuato a impiegare consapevolmente altri soldati minorenni.
Fernando Vendrell ha prodotto e Zézé Gamboa ha diretto The Hero, un film sulla vita degli angolani medi dopo la guerra civile, nel 2004. Il film segue le vite di tre individui; Vitório, un veterano di guerra paralizzato da una mina che torna a Luanda, Manu, un ragazzo alla ricerca del padre soldato, e Joana, un'insegnante che fa da mentore al ragazzo e inizia una relazione amorosa con Vitório. L'eroe ha vinto nel 2005 il Gran Premio della giuria del Sundance World Dramatic Cinema. Gamboa, una produzione congiunta angolana, portoghese e francese, ha girato The Hero interamente in Angola.
José Eduardo dos Santos si è dimesso dalla carica di presidente dell'Angola dopo 38 anni nel 2017, succeduto pacificamente da João Lourenço, il successore eletto di Santos.

## La situazione attuale
Nel 2002 Savimbi venne assassinato in un'operazione militare e sei settimane dopo UNITA e MPLA firmarono un cessate il fuoco il 4 aprile, nell'agosto dello stesso anno l'UNITA si dichiarò ufficialmente un partito politico e smobilitò il suo braccio armato, dando fine alla guerra civile. Attualmente l'Angola è governato dall'MPLA e dal presidente Dos Santos, ed il paese è impegnato nel difficile tentativo di risolvere i pesanti problemi lasciati da decenni di guerra civile.